# 基蒂宁河

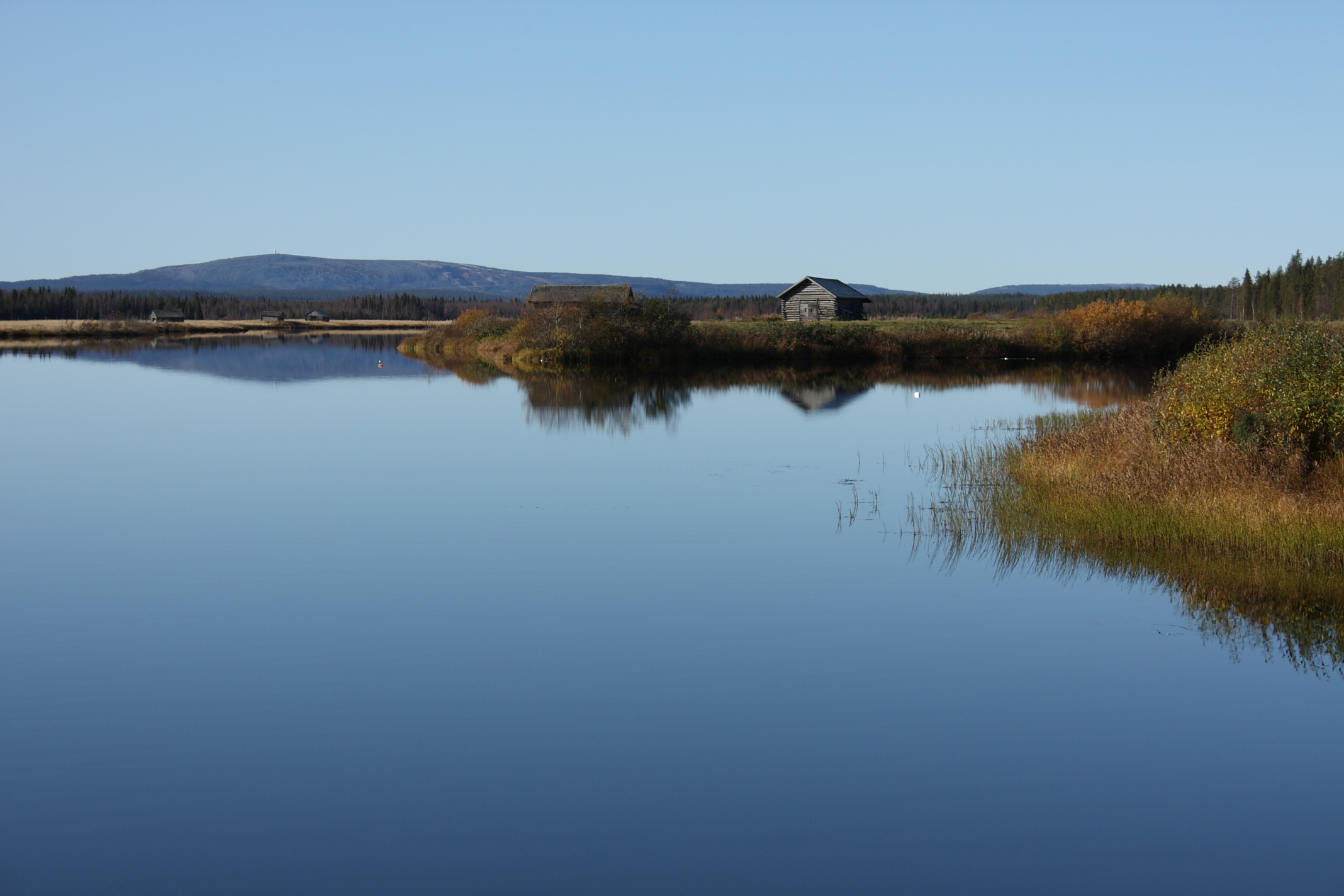
基蒂宁河风景

基蒂宁河（芬蘭語：Kitinen）是芬兰的一条河流，全长235公里，流域面积7550平方公里。它是凯米河的一个支流。河流经过芬兰拉普兰区的基蒂莱、佩尔科森涅米和索丹屈莱。在河段上总共建有7座水电站及多个水库，其中最大的水库Porttipahta水库位于河上游。基蒂宁河最大的支流为卢伊罗河。